# Andrew Lane

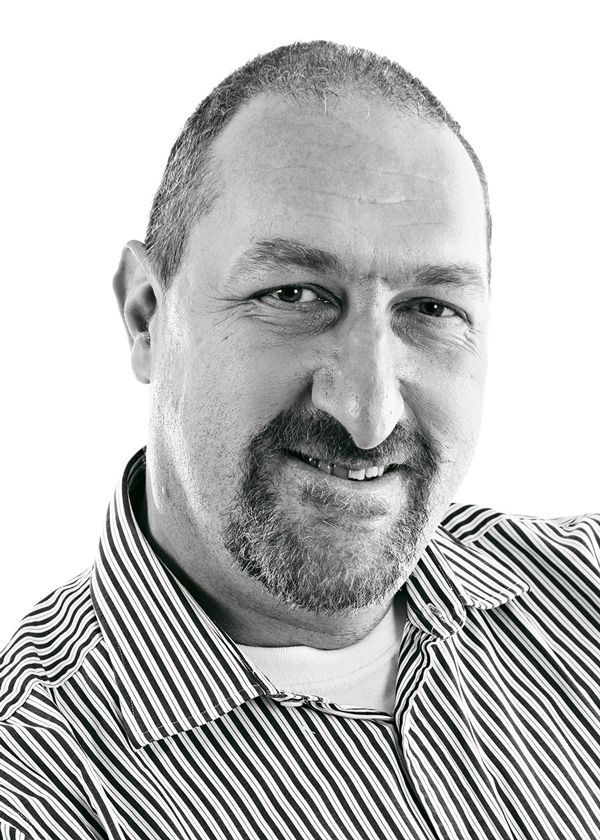
Andrew Lane

Andrew Lane (* 17. April 1963) ist ein britischer Autor und Journalist. Bekannt wurde er für die Reihe Young Sherlock Holmes über die Jugendabenteuer des bekannten Detektivs Sherlock Holmes. Er hat über 20 Jugend- und Erwachsenenkrimis geschrieben, auch unter dem Namen Andy Lane. Einige seiner Werke sind Romane nach bekannten TV-Serien oder Filmen wie Doctor Who oder Torchwood. Als Journalist schreibt Lane Artikel für Zeitungen und Magazine wie DreamWatch, Radio Times, Star Trek Magazine, Star Wars Magazine und Star Wars Fact Files.

## Werdegang
Andrew Lane studierte Physik an der Universität Warwick, wobei er sich schon in frühen Jahren für das Schreiben von Kurzgeschichten und Romanen interessierte. Von 1986 bis 2013 arbeitete er für das britische Verteidigungsministerium (Defence Science and Technology Laboratory) in Farnborough und hatte in seiner Funktion u. a. Kontakte zum MI6, der CIA und der NSA. Erfahrungen aus dieser Zeit flossen in seine jüngste Romanreihe Agent impossible ein.
In den 1990ern hat er Storylines und Texte für die Science-Fiction-Serie Space Island One geschrieben. Nachdem er Romane nach TV-Serien wie Doctor Who und Torchwood geschrieben hatte, begann er 2009 mit dem ersten Buch seiner Reihe Young Sherlock Holmes, die sich mit der Jugend von Sherlock Holmes, dem Studium und der Entwicklung zum Detektiv unter Anleitung seines Mentors Amyus Crowe beschäftigt. Die Serie wurde in Zusammenarbeit mit dem Nachlass von Arthur Conan Doyle entwickelt und umfasst acht Bände.
Lane lebt mit seiner Frau und seinem Sohn in Dorset, England.

## Werke
Young Sherlock Holmes (Reihe): 8 Bände. London: Macmillan 2010–2015. Deutsche Übersetzungen von Christian Dreller, Frankfurt a.M.: Fischer Taschenbuch Verl. 2010–2015.
- Band 1: Der Tod liegt in der Luft (Originaltitel: Death Cloud, 2010)
- Band 2: Das Leben ist tödlich (Originaltitel: Red Leech, 2010)
- Band 3: Eiskalter Tod (Originaltitel: Black Ice, 2011)
- Band 4: Nur der Tod ist umsonst (Originaltitel: Fire Storm, 2011)
- Band 5: Der Tod kommt leise (Originaltitel: Snake Bite, 2012)
- Band 6: Der Tod ruft seine Geister (Originaltitel: Knife Edge, 2013)
- Band 7: Tödliche Geheimnisse (Originaltitel: Stone Cold, 2014)
- Band 8: Daheim lauert der Tod (Originaltitel: Night Break, 2015)

Agent Impossible (Reihe):
- Band 1: Operation Mumbai (2018)
- Band 2: Undercover in New Mexico (2019)
- Band 3: Mission Tod in Venedig (2019)
- Band 4: Einsatz in Tokio (2020)

Secret Protector (Reihe):
- Band 1: Tödliches Spiel (2020)
- Band 2: Mörderische Erpressung (2020)
- Band 3: Bedrohliches Vermächtnis (2021)

außerdem:
- Romane zur Science-Fiction-TV-Serie Doktor Who
- Romane zur Science-Fiction-TV-Serie Torchwood